# Mason City (Iowa)
Mason City is een plaats (city) in de Amerikaanse staat Iowa, en valt bestuurlijk gezien onder Cerro Gordo County.

## Demografie
Bij de volkstelling in 2000 werd het aantal inwoners vastgesteld op 29.172. In 2006 is het aantal inwoners door het United States Census Bureau geschat op 27.740, een daling van 1432 (-4,9%).

## Geografie
Volgens het United States Census Bureau beslaat de plaats een oppervlakte van 67,8 km², waarvan 66,8 km² land en 1,0 km² water. Mason City ligt op ongeveer 344 m boven zeeniveau.

## Plaatsen in de nabije omgeving
De onderstaande figuur toont nabijgelegen plaatsen in een straal van 16 km rond Mason City.